# 岩手労働局
岩手労働局（いわてろうどうきょく）は、岩手県盛岡市にある日本の都道府県労働局で、岩手県を管轄している。

## 所在地
- 本局 岩手県盛岡市盛岡駅西通一丁目9番15号 盛岡第2合同庁舎5階

2012年1月 - 岩手県盛岡市中央通二丁目1-20 ニッセイ同和損保盛岡ビルから移転。

## 組織
局長
- 総務部
  - 総務課、企画室、労働保険徴収室
- 労働基準部
  - 監督課、健康安全課、賃金室、労災補償課
- 職業安定部
  - 職業安定課、職業対策課、需給調整事業室、求職者支援室
- 雇用均等室

## 出先機関
- 労働基準監督署（7署）
  - 盛岡労働基準監督署（盛岡市）
  - 宮古労働基準監督署（宮古市）
  - 釜石労働基準監督署（釜石市）
  - 花巻労働基準監督署（花巻市）
  - 一関労働基準監督署（一関市）
  - 大船渡労働基準監督署（大船渡市）
  - 二戸労働基準監督署（二戸市）

- 公共職業安定所（ハローワーク、10所2出張所）
  - 盛岡公共職業安定所（盛岡市）
    - 沼宮内出張所（岩手郡岩手町）

  - 釜石公共職業安定所（釜石市）
    - 遠野出張所（遠野市）

  - 宮古公共職業安定所（宮古市）
  - 花巻公共職業安定所（花巻市）
  - 一関公共職業安定所（一関市）
  - 水沢公共職業安定所（奥州市）
  - 北上公共職業安定所（北上市）
  - 大船渡公共職業安定所（大船渡市）
  - 二戸公共職業安定所（二戸市）
  - 久慈公共職業安定所（久慈市）

## 管轄
- 岩手県全域